# ترنووچه (پتروواتس)
ترنووچه (به صربی: Trnovče) یک منطقهٔ مسکونی در صربستان است که در پتروواتس نا ملاوی واقع شده‌است.